# Lophocereus schottii
Lophocereus schottii es una planta fanerógama perteneciente a la familia Cactaceae del orden Caryophyllales.

## Descripción
Es una planta arbustiva perenne carnosa, a veces arbórea y erecta de 1 a 7 m de alto; con tallos no segmentados, cilíndricos, de color verde amarillento con tintes rojizos alrededor de las areolas jóvenes; presenta 4 a 15 costillas prominentes, a veces desaparecen otras veces discontinuas; las areolas se diferencian en los tallos, las inferiores son ovales, lanosas y están distantes entre sí más de 1 cm, presentan de 5 a 15 espinas cortas de color gris a pardas; las superiores también son ovales, más grandes, con 50 hasta 65 espinas en fascículos compactos, aplanadas, torcidas, hasta de 11 cm de largo, grises o pardas. El pseudocephalium terminal consiste en espinas flexibles y erizadas de color gris.
Las flores infundibuliformes, solitarias a varias en una areola, nocturnas, de 2.5 a 4 cm de largo y 2 a 3 cm de diámetro, de color blanco, rosa-amarillento o rosa oscuro.
El fruto es de forma globosa, esférica a ovoide, suculento con una pulpa roja, dehiscente alcanzan 1-3 cm de diámetro. Son frutos comestibles pero apenas se utilizan como alimento. Las semillas son obovadas, foveoladas, de color pardo oscuro.

## Distribución
Es endémica de la vegetación del desierto sonorense del noroeste de México, en los estados de Baja California, Baja California Sur, Sonora y Sinaloa, y se encuentra al suroeste de Arizona en los Estados Unidos.

## Hábitat
Se desarrolla de los 0 a los -800 m s. n. m., en dunas, laderas y planicies con suelos pedregosos, principalmente de zonas costeras con matorrales xerófilos.

## Estado de conservación
La especie se propone en protección especial (Pr) en el Proyecto de Modificación de la Norma Oficial Mexicana 059-2015. En la lista roja de la UICN se considera como de preocupación menor (LC). En CITES se valora en el apéndice II.

## Taxonomía
Esta especie fue descrita inicialmente por George Engelmann como Cereus schottii en Proceedings of the American Academy of Arts and Sciences 3: 288, en 1856, actualmente es tanto un sinónimo como el basónimo de esta. Más adelante, la especie sería transferida al género Pachycereus por David Richard Hunt en Bradleya; Yearbook of the British Cactus and Succulent Society 5: 93, en 1987, nombre científico que también es un sinónimo de esta hasta la fecha. Finalmente, sería transferida al género Lophocereus por Nathaniel Lord Britton y Joseph Nelson Rose en Contributions from the United States National Herbarium 12(10): 427, en 1909.

#### Etimología
Ver: Lophocereus
schottii: epíteto otorgado en honor del botánico Heinrich Wilhelm Schott (1814 – 1875) naturalista y explorador alemán que trabajo para el gobierno norteamericano.

## Nombres comunes
Lophocereus schottii es una biznaga conocida con varios nombres comunes: el ‘barbón’, ‘cabeza de viejo’, ‘cabeza vieja’, ‘cardona’ (México), ‘ce:mi’ (O'odham), ‘cina’, ‘garambullo’, ‘garambuyo’, ‘hasahcápöj’ (Seri), ‘hehe is quisil’ (Seri), ‘hombre viejo’, ‘mochi’, ‘mojépe’ (Seri), ‘músaro’ (Yaqui), ‘muse’, ‘muso’, ‘musue’ (Mayo), ‘muzue’ (Mayo), ‘pitahaya’ ‘barbona’, ‘pitaya barbona’, ‘senita’, ‘sina’, ‘sina barbona’, ‘sinita’, ‘siñita’, ‘temi’ (Ópata), ‘tuna barbona’, ‘uu museo gobbunim borokame’ (Yaqui), ‘viejo’, ‘zina’, ‘ziña’.